# Иван Михелсон
Ива́н Ива́нович Михелсо́н (на руски: Ива́н Ива́нович Михельсо́н) е руски военачалник, генерал от кавалерията.
Произхожда от естландските (северно-естонските) немци. лутеранин. масон.
Известен е най-вече с окончателната победа над въстаниците и техния водач Емелян Пугачов. Участвал е в Седемгодишната война, в Турската кампания от 1770 г. и в действията против полските конфедерати.